# Novocaïne (film)
Pour les articles homonymes, voir Novocaine.
Ne doit pas être confondu avec Novocaine (film, 2025).
Pour plus de détails, voir Fiche technique et Distribution.
Novocaïne, ou Novocaïne sur les dents au Québec (Novocaine) est un film américain réalisé par David Atkins, sorti le 8 septembre 2001.

## Synopsis
Frank Sangster, dentiste de profession, mène une existence paisible aux côtés d'une hygiéniste dentaire. Mais un jour, sa vie bascule lorsqu'une troublante jeune femme se nommant Susan Ivey débarque dans son cabinet. Il tombe aussitôt sous son charme mais se retrouve suspecté de meurtre après avoir maladroitement prescrit des médicaments.

## Fiche technique
- Titres français : Novocaïne ( France) et Novocaïne sur les dents ( Québec)
- Titre original : Novocaine
- Réalisation : David Atkins
- Scénario : David Atkins
- Production : Paul Mones, Daniel M. Rosenberg et Michele Weisler
- Budget : 6 millions de dollars
- Musique : Steve Bartek et Danny Elfman
- Photographie : Vilko Filac
- Montage : Melody London
- Décors : Sharon Seymour
- Pays d'origine : États-Unis
- Format : Couleurs - 1,85:1 - DTS / Dolby Digital - 35 mm
- Genre : policier, Comédie dramatique et thriller
- Durée : 95 minutes
- Dates de sortie : 8 septembre 2001 (Festival international du film de Toronto), 16 novembre 2001 (États-Unis)

## Distribution
Légende : VQ = Version Québécoise
- Steve Martin (VQ : Vincent Davy) : Dr Frank Sangster
- Laura Dern (VQ : Élise Bertrand) : Jean Noble
- Helena Bonham Carter (VQ : Marika Lhoumeau) : Susan Ivey
- Chelcie Ross : Mike
- Lynne Thigpen (VQ : Carole Chatel) : Pat
- Polly Noonan : Sally
- JoBe Cerny : le pharmacien Wayne Ponze
- Elias Koteas (VQ : Pierre Auger) : Harlan Sangster
- Yasen Peyankov : le barman
- Scott Caan (VQ : Antoine Durand) : Duane Ivey
- Teri Cotruzzola : le patient qui se plaint
- Lucina Paquet : Mme. Langston
- Preston Maybank (VQ : Carl Béchard) : Melvin Gelding, agent de la DEA
- Keith David (VQ : Hubert Gagnon) : le détective Lunt
- Sally Kao : la femme chinoise
- Quincy Wong : le mari chinois
- Kevin Bacon (VQ : Jean-Luc Montminy) : l'acteur Lance Phelps (non-crédité)

## Autour du film
- Kevin Bacon fait une petite apparition dans le rôle de l'acteur Lance Phelps.
- Novocaïne est le nom commercial de la procaïne, anesthésique local autrefois utilisé par les dentistes et remplacé depuis par la lidocaïne.
- Le seul DVD qui contient le film en français n'est sorti qu'en Belgique et au Luxembourg, avec le doublage québécois conservé.